# Arhuaco jezik
Arhuaco jezik (Naziva se i različitim plemenskim imenima koja govore ovim jezikom: aruaco, bintucua, bintuk, bíntukua, ica, ijca, ijka, ika, ike; ISO 639-3: arh), jezik kojim govore neka plemena šire čibčanske porodice, podskupine arhuaco, na južnim obroncima planina Sierra Nevada de Santa Marta u Kolumbiji.
Etnički se kolektivno nazivaju Arhuaco. Njime govori oko 14 800 ljudi (2001). Srodni su mu Malayo [mbp] kojim govore ili su govorili Sanha i Guamaca, i kogi [kog], pleme Cágaba.

## Vanjske poveznice
- Ethnologue (14th)
- Ethnologue (15th)